# ウィルソン・オドベール
ウィルソン・オドベール（フランス語: Wilson Odobert、2004年11月28日 - ）は、フランス・モー出身のサッカー選手。トッテナム・ホットスパーFC所属。ポジションはフォワード。

## クラブ歴
2017年にパリ・サンジェルマンの下部組織に加入し、U-19チームでの活躍から2022年1月にプロ契約のオファーを受けた。しかしトップチームでの出場が保証されなかった事からこれを拒否し、同年7月15日にシティ・フットボール・グループ傘下のトロワと3年契約を締結した。同年8月7日にエリク・パーマー＝ブラウンとの交代でリーグ・アンで初出場を記録し選手初出場となった。同月28日には初得点も記録し、クラブ史上2番目の若さでリーグ得点を記録した選手となった。
2023年8月12日、バーンリーFCに移籍した。
2024年8月16日、トッテナム・ホットスパーFCに移籍した。2025年3月14日、UEFAヨーロッパリーグ・ラウンド16のAZアルクマール戦2ndレグで移籍後初ゴールを含む2ゴールを挙げて、勝利に貢献した。

## 代表歴
U-16からの各年代別代表での出場経験がある。